# Hucisko (gmina Łopuszno)
Hucisko – wieś w Polsce, w województwie świętokrzyskim, w powiecie kieleckim, w gminie Łopuszno.
Do 31 grudnia 2023 miejscowość była częścią wsi Fanisławice.